# Mensur
L'Esgrima acadèmica (en alemany: akademisches Fechten) o Mensur és l'esgrima tradicional practicada per algunes "corporacions estudiantils" ("Studentenverbindungen") a Alemanya, Àustria, Suïssa, Letònia, Estònia i, en menor mesura, a Flandes, Lituània i Polònia. És un combat tradicional de épée/rapiére estrictament regulada entre dos membres masculins de diferents fraternitats amb les armes esmolades. El terme tècnic alemany Mensur (del llatí, dimensió) del segle xvi es referia a la distància especifica entre cadascun dels tiradors. És el darrer tipus d'esgrima occidental en el qual encara s'utilitzen armes esmolades amb finalitats duelístiques, l'últim supervivent de la cultura de l'espasa.

## Tècnica

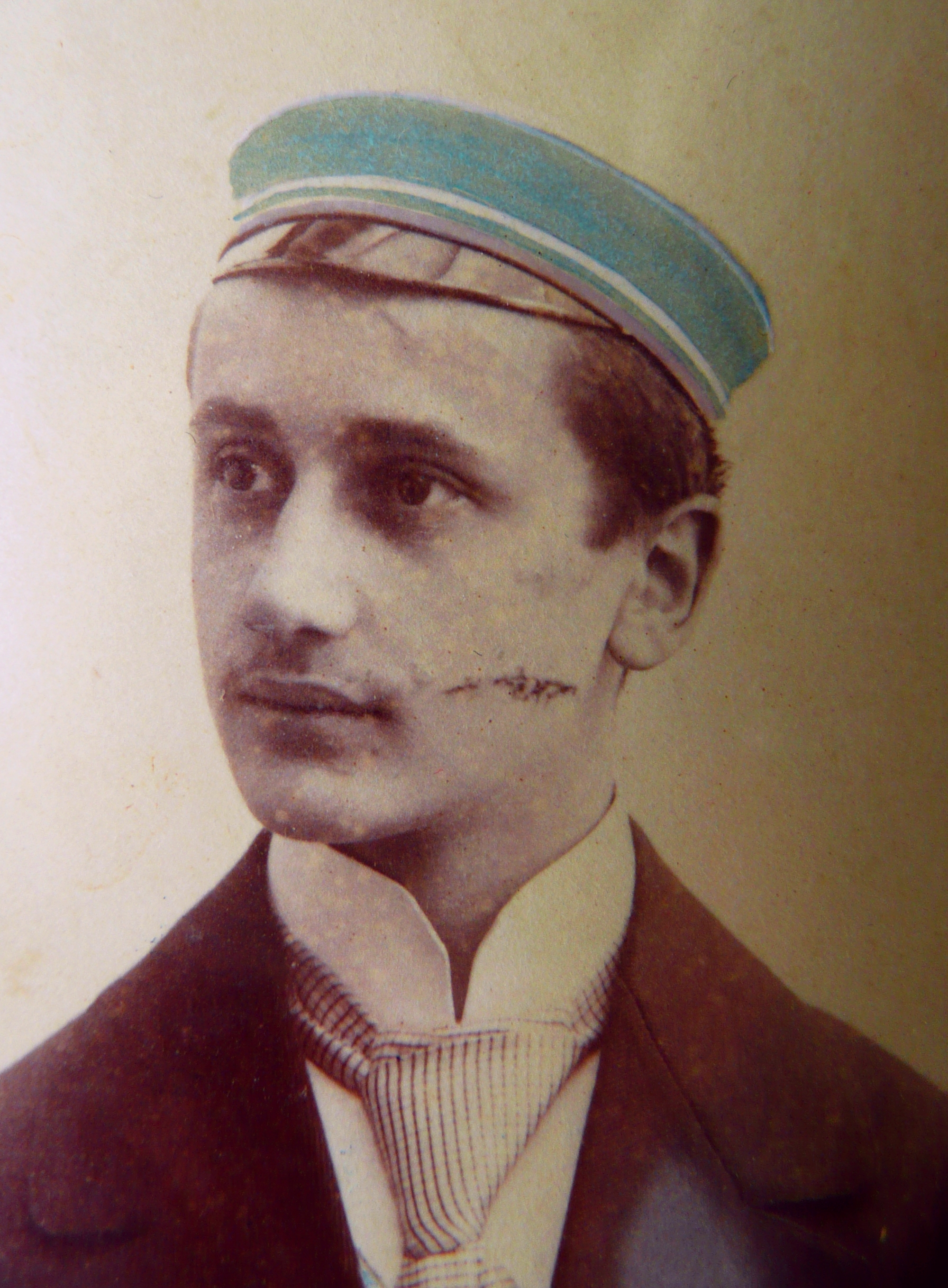
Una fotografia de 1896 d'Adolf Hoffmann-Heyden, un Corpsstudent alemany, mostrant una cicatriu d'esgrima recent i algunes cicatrius menors més antigues.

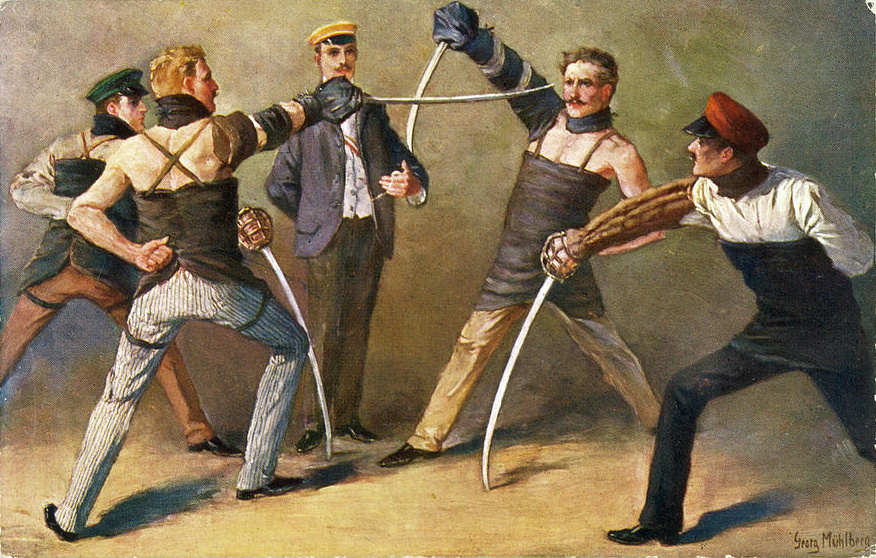
Duel de sabre estudiantil, 1900.

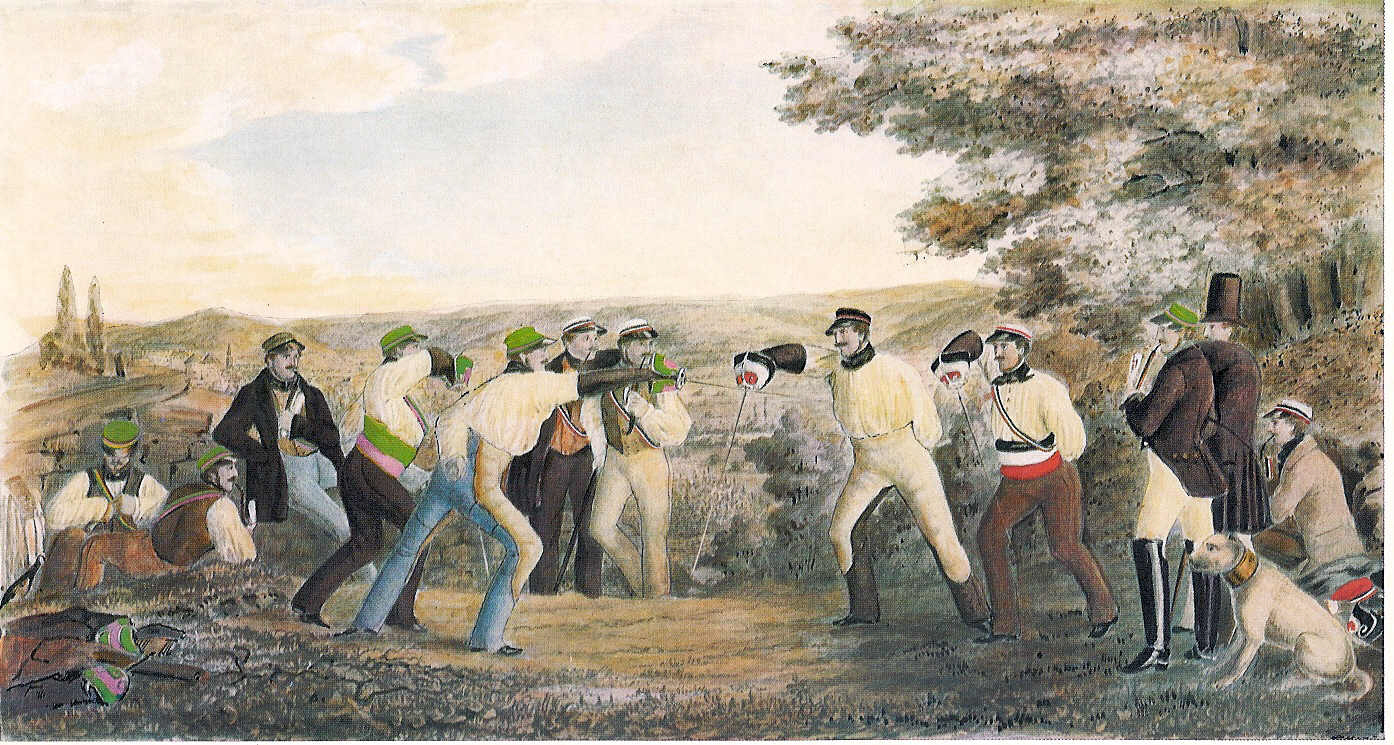
Mensur amb Korbschlägern a Tübingen el 1831.

L'esgrima acadèmica moderna, el Mensur, no és ni un duel ni un esport. És una manera tradicional d'entrenar i educar el caràcter i la personalitat; per tant, en un combat de mensur, no hi ha guanyador ni perdedor. A diferència de l'esgrima esportiva, els participants mantenen una distància fixa. Al principi de la tradició, els duelistes només portaven la seva roba normal (de vegades els duels eren espontanis) o proteccions de tela lleugeres al braç, el tors i la gola. Els darrers anys, els esgrimistes estan protegits per malles o farciment per al cos, el braç i la mà de l'arma, i la gola, tot rematat amb unes ulleres d'acer amb un protector pel nas. A Àustria i a Suïssa, la protecció del nas és menys freqüent. S'egrimeix a la distància del braç i romanent al mateix lloc, mentre s'intenta tocar a les àrees desprotegides de la cara i el cap de l'oponent. No està permés esquivar, apartar-se o perfilar-se, ja que l'objectiu és suportar estoicament les lesions. Hi ha dos metges, un per cada oponent per assistir-los i aturar l'assalt si és necessari.
Els participants, o Paukanten, utilitzen espases especialment desenvolupades. Hi ha dues versions de Mensurschläger (o simplement Schläger). La més comuna és la Korbschläger amb una guarnició tipus cistell. Algunes universitats utilitzen l'anomenada Glockenschläger, que està equipada amb una guàrdia amb forma de campana. Aquestes són la Universitat de Leipzig, la Universitat Humboldt de Berlín, la Universitat de Greifswald, la Technische Universität Dresden, Tharandt (en el Col·legi Forestal, que ara forma part de la TU Dresden), la Universitat Martí Luter de Halle-Wittenberg, la Viadrina European University i la Universitat de Freiberg. A la Universitat Friedrich Schiller de Jena s'utilitzen tant Korbschläger com Glockenschläger. Alguns Studentenverbindungen d'algunes ciutats occidentals utilitzen la Glockenschläger perquè la seva tradició prové d'algunes universitats de l'est que es va traslladar a Alemanya Occidental després de la Segona Guerra Mundial.
La cicatriu resultant d'un tocat és coneguda com a schmiss, i fou considerada una marca d'honor, especialment durant la segona meitat del segle xix i la primera meitat del xx. Avui en dia, no és fàcil per a un inexpert identificar les cicatrius de Mensur degut al millor tractament de les ferides. A més, hi ha força menys Mensuren des de la segona meitat del segle xx. La majoria de les cicatrius de Mensur es troben a la templa esquerra. Les cicatrius a la galta i la barbeta són poc freqüents en l'actualitat i més aviat, resultat d'accidents.

## Història

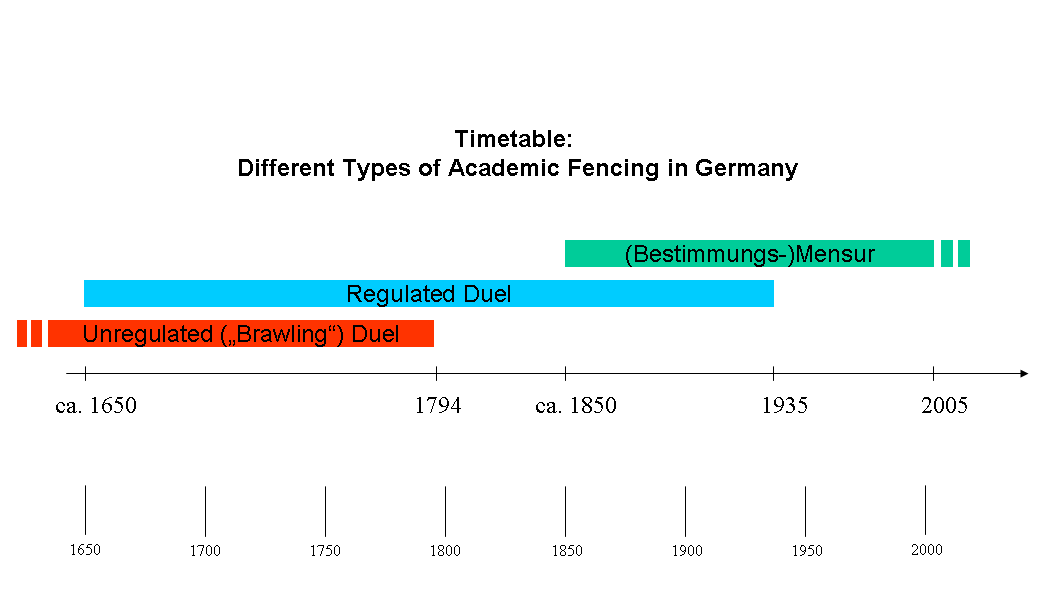
Timeline D'esgrima acadèmica dins Alemanya

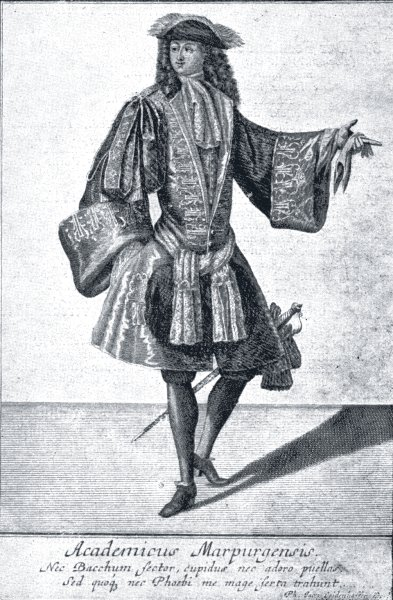
Estudiant de Marburg an der Lahn, aproximadament, 1700

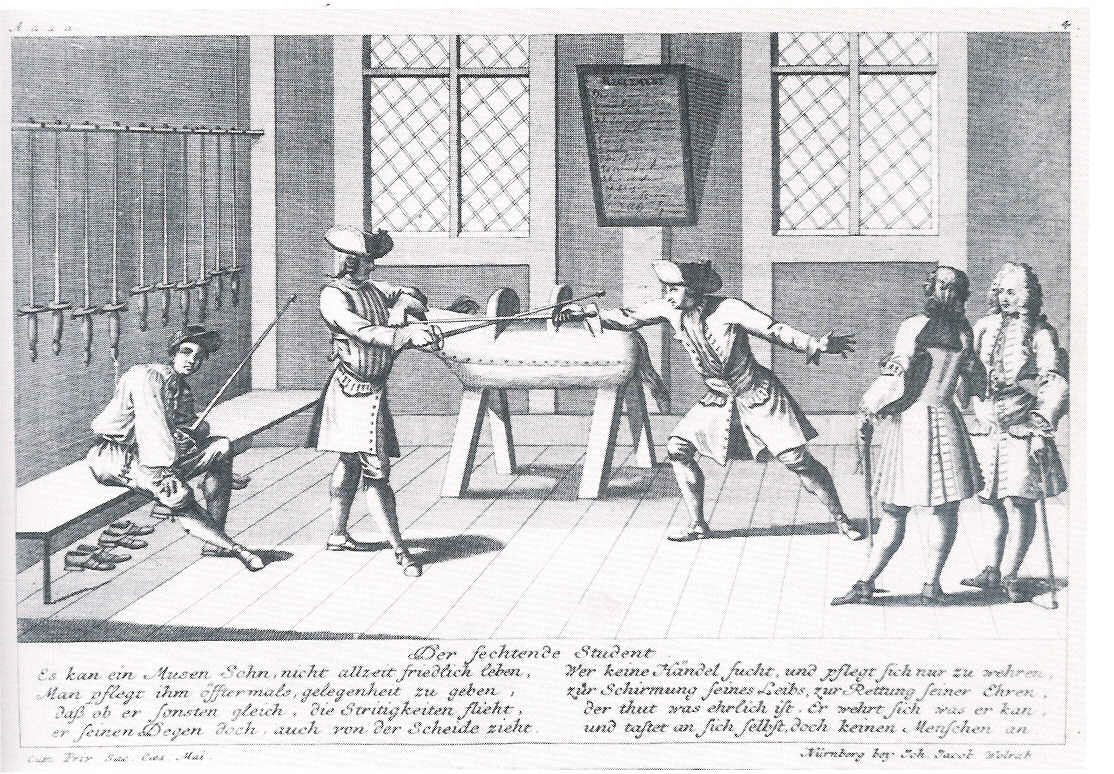
Lliçó d'esgrima a l'escola d'esgrima universitària d'Altdorf, 1725

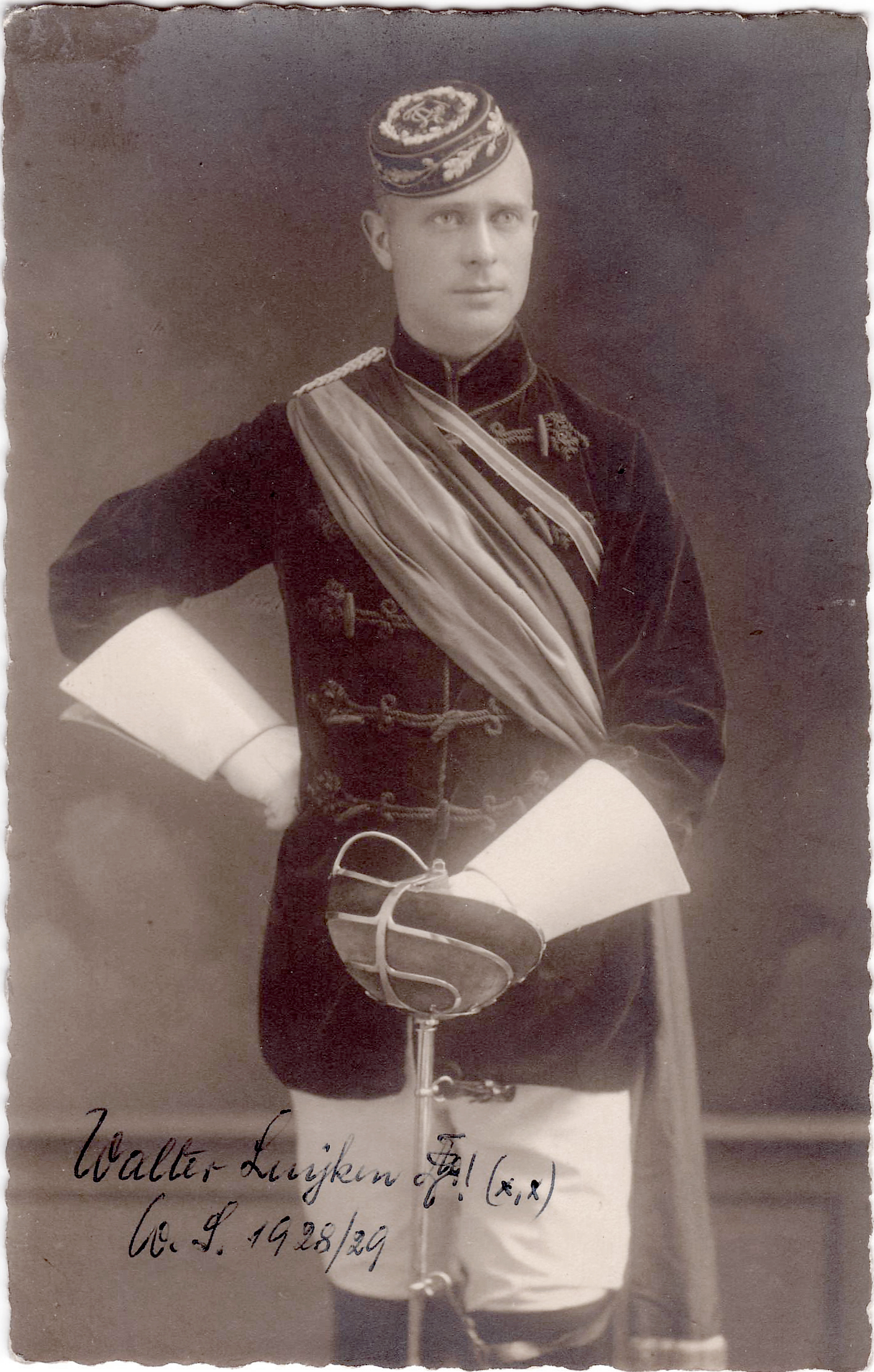
Estudiant de la Corporació d'"Agronomia" a Bonn 1928/1929

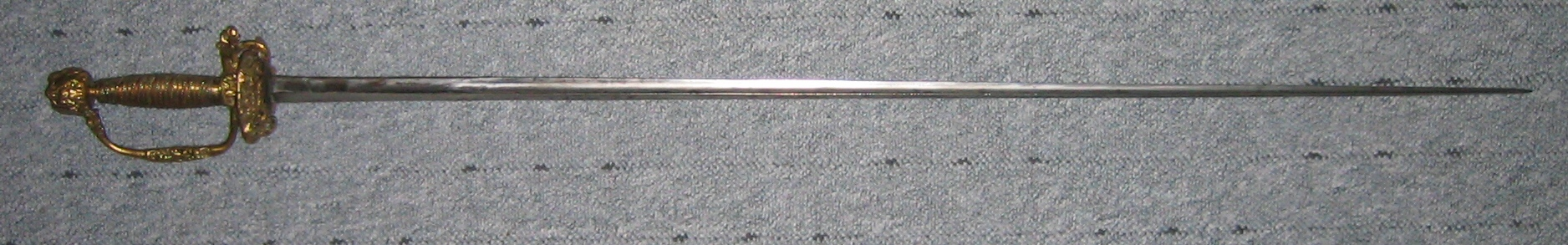
Espasí típic de la década de 1740

Nascuda a Espanya a finals del segle xv, l'espasa de duel (espada ropera) es va convertir en una peça habitual de la moda masculina entre la noblesa europea. Al Sacre Imperi Romanogermànic, això també es va fer habitual entre els estudiants. Les fanfarronades i els duels passatemps regulars a les zones de parla alemanya (com a bona part del continent) durant l'edat moderna. En línia amb l'evolució de l'aristocràcia i els militars, també es van introduir duels regulats en l'àmbit acadèmic. La base d'això era la convicció que ser un estudiant significava ser quelcom diferent de la resta de la població. Els estudiants portaven roba distintiva, van desenvolupar festivitats especials, van cantar cançons estudiantils i van lluitar duels, de vegades espontàniament (anomenat rencontre, "reunió" o "combat" en francès), de vegades d'acord amb una normativa estricta anomenada comment (en francès, "com"). Les armes utilitzades van ser les mateixes que les utilitzades en els duels civils, primer amb rapiére i més tard amb espasí (espasa cortesana, la dress sword anglesa, la francesa épée de cour, Kostümdegen o Galanteriedegen alemanyes), que es considerava part del vestit i sempre a l'abast com a arma de mà.
La vida dels estudiants fou força insegura en aquests anys, especialment durant els segles xvi i xvii degut a les guerres relacionades amb la Reforma Protestant i la Guerra dels Trenta Anys (1618-1648), quan una gran part de la població alemanya fou massacrada. La vida pública era brutal i la mort d'estudiants al carrer no era poc freqüent.
Un pas important cap a la pacificació va ser la introducció del duel "regulat", del qual existeixen els primers enregistraments del segle xvii. La lluita no es va decidia en el lloc, si no que es va pactava un punt i una hora de trobada mitjançant autoritats pertinents. Els Kartellträger feien els arranjaments i un "segon" (anomenat "padrí") representava els interessos del lluitador durant el duel i fins i tot podia donar protecció física a les accions il·legals. Una mena d'àrbitre estava present per prendre decisions i, finalment, va esdevenir habitual tenir un metge, per tal de donar assistència mèdica en cas de ferida.
A finals del segle xviii (després de la Revolució Francesa), l'ús d'armes a la vida quotidiana va passar de moda i fou cada cop més prohibit, fins i tot per als estudiants, ja que era un costum vinculat a l'aristocràcia. Això va reduir drasticament la quantitat de duels espontanis. Els duels regulats es van seguir practicant, tot i que estaven prohibits.

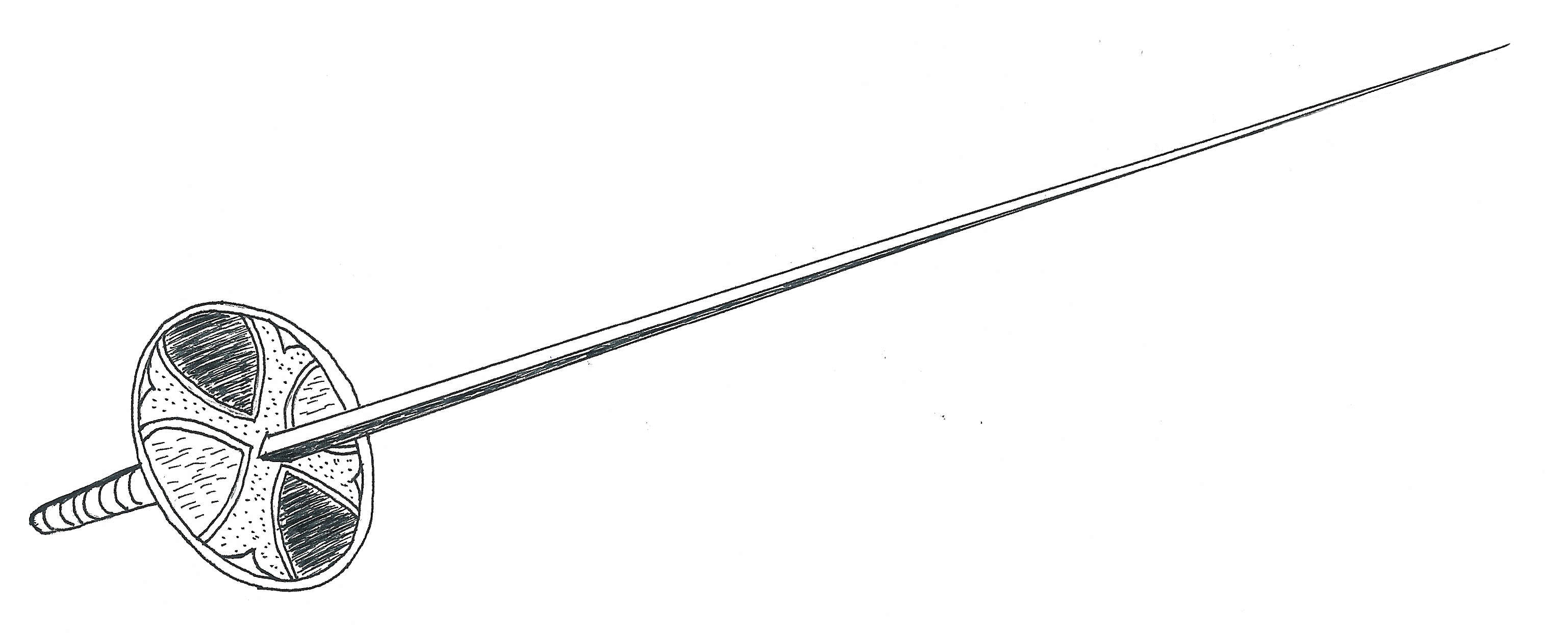
Pariser Espasí, derivat del floret francès

El floret es va inventar a França com a arma d'entranament a mitjans del segle xviii per practicar una esgrima d'estocada ràpida i elegant. Els esgrimistes protegien la punta embolicant-la amb una fulla al voltant (fleuret en francés) o fixant un botó sobre la punta. A més de practicar, alguns tiradors retiraven la protecció i empraven la fulla esmolada als duels. Els estudiants alemanys van assumir aquesta pràctica i van desenvolupar el Pariser ("parisenc") que va una espasa d'estocada petita per al Stoßmensur ("mensur d'estocada"). Després de l'abolició de l'espasa de vestir, el Pariser es va convertir en l'única arma per a l'esgrima acadèmica a Alemanya.
Atès que l'esgrima d'estocada amb una punta esmolada és bastant perillosa, molts estudiants van morir amb els pulmons perforats (Lungenfuchser). En la dècada de 1760, a Gottingen es va inventar el Göttinger Hieber, el predecessor del modern Korbschläger, una nova arma de tall, menys perillosa, i poc més tard, es va inventar a les universitates alemanyes el Glockenschläger, també una arma de tall. Ambdues armes van coexistir amb el Pariser a Alemanya durant les primeres dècades del segle xix, amb preferències locals.
L'esgrima d'estocada era especialment popular a Jena, Erlangen, Würzburg i Ingolstadt/Landshut, dues ciutats on els predecessors de la Universitat de Múnic estaven ubicats. L'últim Mensur d'estocada és enregistrat a Würzburg el 1860.
Fins a la primera meitat del segle xix, tots els tipus d'esgrima acadèmica eren vistos com a duels, ja que tota l'esgrima amb armes esmolades era qüestió d'honor. No es va produir ni un sol combat sense un insult formal previ. En comparació amb els duels a pistola, aquests esdeveniments eren força inofensius. La lluita acabava quan un contendent rebia una ferida com a mínim d'una polzada de llarg que produïa almenys una gota de sang. No era estrany que els estudiants combatessin entre de 10 a 30 duels durant els seus anys universitaris. L'alemany Fritz Bacmeister és el titular del rècord del segle xix, a causa dels seus aproximadament 100 combats a Göttingen, Jena i Würzburg entre 1860 i 1866. En els segles XX i XXI, va ser Alexander Kliesch de la Landsmannschaft Brandenburg Berlin, amb 70.
Per a duels amb no estudiants, per exemple oficials militars, el "sabre acadèmic" es va fer habitual, aparentment derivat del sabre militar. Era una arma pesada amb la fulla corbada i una empunyadura similar a la de la Korbschläger.
Durant la primera meitat del segle xix i part del xviii, els estudiants creien que el caràcter d'una persona es podia jutjar fàcilment observant-lo lluitar amb fulles afilades sota estrictes regulacions. L'esgrima acadèmica fou vista cada vegada més com una mena de formació de la personalitat mostrant contenció i equitat fins i tot en situacions perilloses. Les corporacions estudiantils exigien que els seus membres lluitessin com a mínim un duel amb fulles esmolades durant la seva estada a la universitat. El problema era que alguns estudiants pacífics no eren ofesos per ningú. La solució va ser una mena d'insult que en realitat no violava l'honor, sinó que es considerava com un desafiament formal. La redacció estàndard era dummer Junge (alemany per "jove ximplet").
A llarg termini, aquesta solució no era satisfactòria. Cap a 1850, el Bestimmungsmensur (bestimmen en alemany significa "comprovar", "definir" o "determinar") es va desenvolupar i introduir a tota Alemanya. Això va significar que els oponents d'un Mensur eren determinats per l'oficial de les seves corporacions. Aquests oficials eren habitualment els vicepresidents (Consenior) i responsables d'organitzar els assalts de Mensur en cooperació amb els seus col·legues d'altres corporacions. El seu objectiu era trobar opositors d'habilitats físiques i esgrimístiques equivalents per tal que l'esdeveniment fos un repte per amdós participants. Així és com encara es fa avui, i és el concepte central del Mensur en el sentit modern de la paraula.
Abans de la Revolució Russa i la Segona Guerra Mundial, també es practicava l'esgrima acadèmica a la majoria dels països d'Europa de l'Est.

## El Mensur modern
A finals del segle xix, l'estil de duel va evolucionar cap al Mensur modern. El 1884, la Saturday Review britànica va descriure l'assalt de la següent manera:
"En el combat alemany Schlänger la guàrdia és la mateixa que en l'espasa, llevat que el braç esquerre és mantingut, com en el sabre, darrere del cos; generalment agafat a la cintura dels pantalons amb la mà. L'arma és una fulla llarga i estreta, com una rapiére sense punta, però molt més flexible. Té un fil esmolat de vint centímetres (vuit polzades) i cinc en el contrafil. Per a la pràctica i la instrucció, s'utilitzen fulles rígides i bastant més estretes. La màscara és com una màscara de combat amb bastó anglès, però més forta i més pesada. Una armilla de cuir folrada, que gairebé arriba als genolls, cobreix el cos i el braç dret està encaixat en una màniga lligada a un guant que es pot comparar amb una pilota de rugbi. En el duel real hi ha un sistema de defensa encara més elaborat; el canell dret es guarda amb un anell de malla, i el braç amb plecs de seda, que, com un turbant de l'Est, són suficients per aturar qualsevol tall normal. Pràcticament, encara que no hi ha una norma estricta, el cos està completament cobert. Els ulls estan protegits per ulleres de ferro, amb una xarxa de filferro forta en lloc de vidres."
Durant els temps del Tercer Reich, el govern nacional-socialista va optar per prohibir l'esgrima acadèmica. Havien reconegut que l'esgrima de Mensur era una part integral de la força interna de les últimes fraternitats independents Studentenverbindung, encara existents, a finals dels anys trenta. A mesura que augmentava la pressió nazi i les fraternitats es veien obligades a suspendre oficialment les seves activitats, es van crear les anomenades camarilles. Això va permetre practicar i organitzar el Mensur entre les antigues fraternitats sense ser detectades per la policia secreta nazi. Un exemple d'aquest tipus va ser la camarilla Hermann Löns iniciada per membres del Corps Hubertia Freiburg i altres fraternitats a Friburg, Alemanya. Allà, els "duels" de Mensur va continuar i fins i tot es van intensificar a partir de 1941, amb més de 100 d'aquests succeïts durant la Segona Guerra Mundial només a Friburg. Després de la guerra, la majoria de les antigues fraternitats es van reactivar i van reprendre les seves tradicions.
Avui, el Mensur és practicat per unes 400 fraternitats tradicionals de Studentenverbindung a Alemanya, incloent-hi tots els Corps i diversos dels Burschenschaften, Landsmannschaften, Turnerschaften i Sängerschaften. El Menzura, com es coneix el Mensur a Polònia, encara es practica, tot i que la seva popularitat es va reduir després de la Segona Guerra Mundial.

## Interpretació artística

### En la literatura

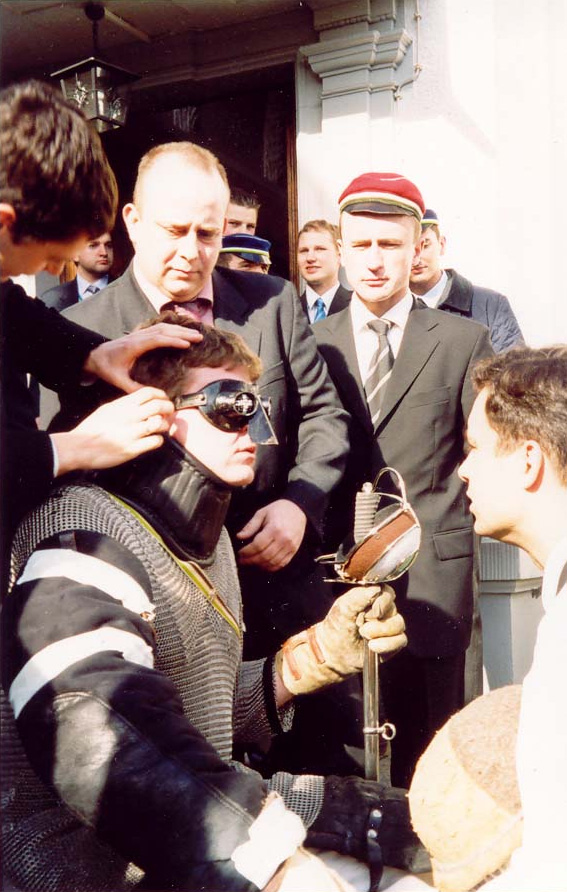
Preparacions per un mensur; aquí entre membres d'una corporació polonesa i una fraternitat alemanya (Freiburg im Breisgau, 2004)

Mark Twain va dedicar diversos capítols d'A Tramp Abroad (1880) a l'esgrima dels estudiants de Heidelberg.
A Three Men on the Bummel (1900), Jerome K. Jerome va dedicar un capítol a la vida estudiantil alemanya, i hi descriu detalladament el "Mensur alemany". Encara que gran part del llibre té un to d'admiració per al poble alemany, va expressar una desaprobació extrema per aquesta tradició.
A Royal Flash de George MacDonald Fraser (1970), el protagonista Harry Flashman és marcat amb un Schläger com a part de la seva disfressa com a príncep danès.
El Mensur és esmentat a la novel·la de Heinrich Mann, a Der Untertan.
Les cicatrius de Mensur són repetidament observades i descrites com a signe de bellesa i demasculinitat per personatges alemanys a la novel·la de Katherine Anne Porter, Ship of Fools.
Les cicatrius de Mensur s'esmenten de passada a la novel·la de Robert A. Heinlein, Starship Troopers quan a dos reclutes alemanys se'ls pregunta al començament de l'entrenament on van rebre les seves cicatrius. El sergent fins i tot utilitza el terme Korpsbruder (tal com es fa en alemany modern). E. C. Gordon, l'heroi de Glory Road, esmenta el desig d'enfrontar-se a Heidelberg i les cicatrius resultants.
La primera escena de "El misteri del cofre espanyol", a la tercera temporada de Agatha Christie's Poirot, presenta dos homes que lluiten a l'estil del mensur. Del diàleg de l'episodi se n'extreu que els esgrimistes són anglesos, en comptes d'alemanys, i que un d'ells ha desafiat l'altre a un duel per una dona.

### Al cinema
El Mensur apareix en diverses pel·lícules alemanyes, entre les quals destaquen:
- Hans Westmar - Einer von Vielen ("Hans Westmar - Un de Molts") 1933
- Der Untertan 1951

i menys freqüentment en pel·lícules fora d'Alemanya, com ara
- Coronel Blimp 1943
- Royal Flash (pel·lícula) 1975

### A la televisió
- "El Misteri del cofre espanyol" al tercer capítol de a sèrie Agatha Christie's Poirot comença amb un mensur.